# فلاديمير كيسادا
فلاديمير كيسادا (بالإسبانية: Vladimir Quesada)‏ هو لاعب كرة قدم ومدرب كرة قدم كوستاريكي في مركزي ظهير ‏ والدفاع، ولد في 12 مايو 1966 في سان خوسيه في كوستاريكا. شارك مع منتخب كوستاريكا لكرة القدم. أما مع النوادي، فقد لعب مع ديبورتيفو سابريسا.

## وصلات خارجية
- Vladimir Quesada على موقع الاتحاد الدولي (مؤرشف)  (الإنجليزية)
- Vladimir Quesada على موقع قاعدة بيانات كرة القدم.إي يو (الإنجليزية)
- Vladimir Quesada على موقع ناشيونال فوتبول تيمز (الإنجليزية)